# Jadwiga Camillowa
Jadwiga Camillowa (wł. Jadwiga Kanne) (ur. 1867 we Lwowie, zm. ok. 1914 tamże) – polska śpiewaczka operowa (sopran).

## Życiorys
Urodziła się we Lwowie.
Uczyła się w szkole Adeliny Paschalis we Lwowie, a następnie u Giovanniego Battisty Lampertiego w Dreźnie, a potem w Paryżu.
Debiutowała 23 listopada 1889 w teatrze lwowskim w partii Racheli w Żydówce Jacques’a Fromental Halévy.
W kwietniu 1891 śpiewała partię Violetty w Traviacie w Czerniowcach.
13 czerwca 1891 wystąpiła po raz pierwszy w Warszawie w Traviacie, a następnie jako Łucja w Łucji z Lammermooru, Julia w Romeo i Julii, Rozyna w Cyruliku sewilskim i Leonora w Trubadurze.
Jesienią 1891 wraz z Aleksandrem Myszugą występowała gościnnie we Lwowie. Później występowała w Pradze i Budapeszcie. Od 1893 była zaangażowana przez operę dworską w Dreźnie. Po występach w 1894 w Krakowie i Lwowie, została zaangażowana do opery w Budapeszcie.
W 1898 powróciła do Lwowa. Następnie udzielała lekcji śpiewu we Lwowie, a w 1902 prowadziła szkołę w Krakowie. W latach 1903–1914 występowała jeszcze sporadycznie w operze lwowskiej.